# Ступавський потік
Ступавський потік (словац. Stupavský potok) — річка в Словаччині, ліва притока Малини, протікає в окрузі Малацки.
Довжина — 27.3 км; площа водозбору 52.7 км².
Витікає з масиву  Пезінські Карпати біля села Борінка на висоті 618 метрів. 
Впадає у Малину біля села Зогор на висоті 138 метрів.